# Liste der Monuments historiques in Fontaine-sur-Ay
Die Liste der Monuments historiques in Fontaine-sur-Ay führt die Monuments historiques in der französischen Gemeinde Fontaine-sur-Ay auf.

## Liste der Objekte
| Bezeichnung                                | Beschreibung          | Standort                       | Kennzeichnung | Schutzstatus | Datum | Bild |
| ------------------------------------------ | --------------------- | ------------------------------ | ------------- | ------------ | ----- | ---- |
| Skulptur Madonna                           | Holz, 16. Jahrhundert | in der Kirche St-Aignan (Lage) | PM51000431    | Classé       | 1908  |      |
| Prozessionsstab mit einer Bischofsskulptur | Holz, 17. Jahrhundert | in der Kirche St-Aignan (Lage) | PM51003091    | Inscrit      | 1980  |      |